# Whitman megye
Whitman megye az Amerikai Egyesült Államokban, azon belül Washington államban található. Megyeszékhelye Colfax, legnagyobb városa Pullman. Lakosainak száma 47 973 fő (2020. április 1.).

## Szomszédos megyék
- Spokane megye
- Benewah megye
- Latah megye
- Nez Perce megye
- Asotin megye
- Garfield megye
- Columbia megye
- Franklin megye
- Adams megye
- Lincoln megye

## Népesség
A megye népességének változása:
| Lakosok száma | 44 779 | 45 017 | 46 490 | 46 570 | 48 177 | 47 973 |
|               | 2010   | 2011   | 2012   | 2013   | 2015   | 2020   |